# Col·legiata de Sant Joan Evangelista
|  | Per a altres significats, vegeu «Sant Joan Evangelista (desambiguació)». |

La col·legiata de Sant Joan Evangelista a Lieja (Bèlgica), era una església en estil romànic carolingi construïda a finals del segle xi. L'edifici actual en estil neoclàssic data del 1754. De l'església original només es va conservar el campanar, la volada occidental i el pla de base. S'integra en un circuit turístic que reuneix les set col·legiates de la ciutat: Sant-Pere, Santa Creu, Sant Pau, Sant Joan, Sant Dionís, Sant Martí i Sant Bartomeu.

## Història

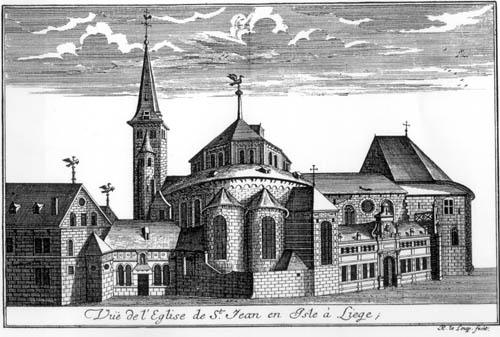
L'església el 1735, gravat per Remacle Le Loup

Dins del marc del seu pla urbanístic, Notger (930-1008), el «príncep-bisbe constructor» va decidir crear unes col·legiates com pols de desenvolupament de la ciutat de Lieja. Va triar un lloc estratègic al marge de «La Sauvenière» un braç del Mosa, terraplenat al segle xix. Va optar per un pla octogonal, idèntic al de la capella palatina de l'actual Catedral d'Aquisgrà: una rotonda amb diàmetre de 15 metres, i un diàmetre total de 28 metres entre els murs exteriors de la rotonda. Segons la llegenda, l'hauria ordenat com agraïment al senyor per la victòria militar sobre el comte de Chèvremont. S'haurien fet servir pedres del castell i de les esglésies d'aquest feu conquerit. La construcció va començar el 980 i el temple va ser inaugurat l'1 de maig de 987. Era l'església preferida de Notger i hi va ser sebollit el 1008. Tenia la tomba amb una escultura a una capella lateral, però va ser destrossat per la inundació del Mosa i els seus afluents el 1740. Després moltes peripècies, el 1840, les relíquies quasi oblidades de Notger van tornar a la sagristia.
El 1754, l'edifici que havia patit molt a causa de les aigües altes era en estat ruïnós. El capítol va decidir d'enderrocar-lo i reconstruir una església nova. Van encarregar l'arquitecte italià Gaetano Matteo Pisoni (1713-1782) que es va inspirar de Santa Maria della Salute de Venècia, tot i respectar el pla de base de la rotonda i del cor originals. L'arquitecte liegès Jacques-Barthélemy Renoz (1729-1786) va executar les obres. Durant l'ocupació francesa el capítol va ser dissolt i el 12 de setembre del 1798, durant l'ocupació francesa, l'església, el claustre i uns altres edificis del conjunt van ser venuts a tres canonges pel preu d'1.205.000 francs. Després del Concordat del 1801 entre Napoleó i Pius VII va ser tornat al culte com església parroquial.

## Patrimoni
S'hi exposa una Sedes Sapientiae del segle xiii en policromia, realitzada entre 1235 i 1245 per un escultor anònim. L'obra escapa de la rigor de la iconografia romànica i s'inspira del vocabulari nou del gòtic francès. És llistada com patrimoni excepcional de Valònia.